# LV2
LV2 ist eine Programmierschnittstelle für Audio-Plug-ins zur Kommunikation zwischen Host-Anwendungen, Audio-Effekten und Filtern unter Linux. LV2 ist der Nachfolger der Linux Audio Developer’s Simple Plugin API (LADSPA). LV2 ersetzt auch die Schnittstelle DSSI zum Einbinden von virtuellen Instrumenten. Der Quelltext wird unter der ISCL bereitgestellt.
Während der Vorgänger LADSPA aufgrund fehlender MIDI-Event-Controller nur als Filter oder statischer Klangerzeuger zu verwenden war, lassen sich mit LV2 auch Noten und Controller-Events an virtuelle Klangerzeuger wie Synthesizer und Sampler schicken. Individuelle grafische Oberflächen der einzelnen Plug-ins werden unter LV2 ebenfalls ermöglicht. LV2 umfasst somit eine ähnliche Funktionalität wie die proprietäre Virtual Studio Technology von Steinberg unter Windows und MacOS.
Derzeit befindet sich die Spezifikation der Schnittstelle in der Entwicklung und es sind noch Änderungen zu erwarten. Einige Entwickler arbeiten jedoch bereits daran bestehende Plug-Ins auf den neuen Standard zu portieren und zu testen.